# 萨迪奥·马内
萨迪奥·马内（法語：Sadio Mané，1992年4月10日—），是一位塞內加爾職業足球員，在場上司職翼鋒，現效力沙特職業足球聯賽球隊艾納斯，塞內加爾國家足球隊成員。現役最佳翼鋒之一。

## 俱樂部生涯
马内於塞內加爾的足球學校 Académie Génération Foot開始了他的職業生涯。

### 梅斯
马内於2011年夏天加盟法國俱樂部梅斯，並於2012年1月14日對陣巴斯蒂亞的比賽上演首秀，後備入替凱文-迪亞斯。他在第一個賽季聯賽上陣19次，其中12次正選，並於5月4日2-5負於甘岡的比賽射入一球。

### 薩爾斯堡紅牛
2012年8月31日，马内轉會到奧地利甲組球隊薩爾斯堡紅牛，轉會費為400萬歐元，是梅斯曾經收到第三大的轉會費。於10月31日第三輪的奧地利杯比賽，马内完成他在薩爾斯堡紅牛的第一個帽子戲法，3-1擊敗Kalsdorf。
在2013年10月27日，他取得了他在奧地利甲組聯賽的第一個帽子戲法，客場3-0勝格洛迪。2014年5月7日，在杯賽半決賽7-0大勝霍恩的比賽中，他取得另一個帽子戲法。而马内在那個賽季隨隊贏得了國內雙冠王。

### 南安普頓
2014年9月1日，马内以1180萬英鎊加盟英超球隊南安普頓，簽約四年。

#### 2014-15賽季
2014年9月23日，马内在聯賽杯2-1戰勝阿仙奴上演首秀，為南安普敦贏得了一個十二碼。
2014年10月18日，他在8-0大勝桑德蘭獲得了他在南安普敦的第一個入球，但隨後被記入由柏卓克·雲安賀治的烏龍球。不過，一個星期後他很快就取得他第一個入球，以1-0戰勝斯托克城。在12月和1月，他在連續三場比賽分別對水晶宮，車路士和阿仙奴的賽事都有入球。
2015年5月16日，本賽季南安普頓的最後主場比賽，马内在2分鐘56秒內完成帽子戲法，打破了英超最快完成帽子戲法紀錄，最終6-1戰勝阿斯頓維拉。而之前該記錄由羅比·科拿保持，1994年對阿仙奴的比賽，科拿在4分33秒內打進三球。

### 利物浦
2016年6月28日，文尼轉投利物浦，據報轉會費為3400萬英鎊，是歷史上非洲球員最高轉會費的記錄，但後來被現時同在利物浦的隊友拿比·基達所破，後者的轉會費是5275萬英鎊。

#### 2016-17賽季
2016年8月15日，利物浦作客阿仙奴，文尼在63分鐘個人表演，右邊快放連過兩名後衛再推大位左腳射入掛網波，令利物浦領先至4:1。
2017年4月1日，利物浦主場3-1撃敗同市宿敵愛華頓，文尼為利物浦先開記錄。但於下半場被拜恩斯的攔截下受傷，需要被換出。賽後證實文尼的左膝半月板損傷，需休戰八個星期，因此提前告別本賽季。
整個賽季，文尼上陣29次，攻入13球，並有7個助攻。
2017年4月20日，文尼入選2016-17英格蘭職業足球員協會年度最佳陣容。

#### 2018-19賽季
2019年8月14日，文尼與利物浦簽訂了新長期合約。文尼全季於英超攻入22球，與沙拿及奧巴美揚並列英超神射手。他在該季隨利物浦亦獲得2019年歐洲冠軍聯賽決賽的冠軍。
文尼入選2018-19英格蘭職業足球員協會年度最佳陣容。

#### 2019-20賽季
2019年8月14日，他在2019年歐洲超級盃中上陣並梅開二度，帶領利物浦以2-2賽和車路士，並在十二碼大戰中以5-4擊敗對手。10月21日，他獲選入金球獎30位候選人之一， 最終於12月2日獲得第四名，僅次於美斯、范戴克和基斯坦奴·朗拿度。 兩天後，在對陣愛華頓的比賽中他交出一入球兩助攻，助利物浦主場以5-2擊敗對手。利物浦亦因此破球會記錄連續32場聯賽不敗。 月底，利物浦贏得2019年世界冠軍球會盃，文尼於決賽對陣法林明高的比賽中加時助攻費明奴射入全場唯一入球。
2020年1月7日，文尼擊敗隊友沙拿當選非洲足球先生，成為第二位來自塞內加爾的非洲足球先生。
2020年2月16日，文尼在對陣諾域治的比賽中後備上陣，於78分鐘一箭定江山，助利物浦作客以1-0擊敗諾域治，並取得個人在英超的第100個入球。
他在該季協助利物浦奪得隊史上首座英超冠軍，也是時隔30年再奪英格蘭頂級聯賽冠軍。

#### 2020-21賽季
2020年9月20日，文尼在2020-21英超聯賽對陣車路士的比賽中梅開二度，助利物浦客場以2-0擊敗對手。
2020年10月2日，利物浦證實文尼確診2019冠状病毒病，預期十月中復出。

### 拜仁慕尼黑
2022年6月22日，拜仁慕尼黑宣布签下马内，合约至2025年。
2022年8月6日，首次代表拜仁出賽即入球，以6-1大炒法蘭克福，旗開得勝。

### 阿尔纳斯尔
2023年8月1日，沙特职业联赛俱乐部阿尔纳斯尔宣布签下马内。  他在8月14日的联赛中对阵阿尔伊蒂法克的比赛中打进了为俱乐部效力的首粒进球，但球队以1–2告负。

## 國家隊生涯
馬內自2012年開始在國家隊出賽，同年在英國舉辦的2012年夏季奧林匹克運動會也隨者塞內加爾U-23國家足球隊代表出賽，在八強賽不敵最後奪下金牌的墨西哥U-23國家足球隊。
馬內也代表國家隊在2018年世界盃足球賽出賽，並在面對日本打入生涯第一個世界盃的進球，但球隊最終因公平競技積分而在小組賽淘汰出局。
馬內在2019年非洲國家盃打入三球，再次幫助國家隊闖進睽違17年的非洲盃冠軍賽，但以0-1不敵阿爾及利亞，屈居亞軍。
因為2019冠状病毒病疫情關係而延後的2021年非洲國家盃在2022年開始比賽，馬內同樣在賽事中打入三球，再次幫助球隊打入決賽，並對上埃及，最終雙方進入互射十二码，馬內操刀最後一點並射入後，點球大賽以4-2擊敗對手，幫助國家隊拿下首座非洲國家盃冠軍。
2022年國際足總世界盃外圍賽 – 非洲區第三圈再次面對埃及，雙方總比分1-1後，再次進入互射十二码，馬內同樣操刀最後一點並射入後，點球大賽以3-1擊敗對手，幫助國家隊首次連續兩次打進世界盃足球賽會內賽。
2023年非洲國家盃外圍賽面對貝寧的比賽，首次完成國家隊的帽子戲法，不僅幫助球隊3-1擊敗對手，更超越隊史首席射手亨利·卡馬拉，成為國家隊新的隊史進球第一名。

## 風格特色
馬內速度極快，極強的爆發力令其擁有相當不錯的突破能力，身體也很強壯，射門力量亦很大，左右翼鋒均能勝任。

## 社區慈善事業
在2019年，馬內捐贈了250,000英鎊在他的家鄉塞內加爾班巴利建造了一所學校；在2021年也同樣在他的家鄉捐贈了500,000英鎊，在塞內加爾班巴利建造了一所醫院。

## 生涯數據

### 俱樂部
最後更新：2022年5月28日
| 俱樂部   | 球季     | 聯賽             | 聯賽 | 聯賽 | 足總盃 | 足總盃 | 聯賽盃 | 聯賽盃 | 歐洲賽事 | 歐洲賽事 | 其他 | 其他 | 總計 | 總計 |
| 俱樂部   | 球季     | 層級             | 出賽 | 進球 | 出賽   | 進球   | 出賽   | 進球   | 出賽     | 進球     | 出賽 | 進球 | 出賽 | 進球 |
| -------- | -------- | ---------------- | ---- | ---- | ------ | ------ | ------ | ------ | -------- | -------- | ---- | ---- | ---- | ---- |
| 梅斯     | 2011-12  | 法國足球乙級聯賽 | 19   | 1    | 0      | 0      | 0      | 0      | —        | —        | —    | —    | 19   | 1    |
| 梅斯     | 2012-13  | 法國全國聯賽     | 3    | 1    | 0      | 0      | 1      | 0      | —        | —        | —    | —    | 4    | 1    |
| 总计     | 总计     | 总计             | 22   | 2    | 0      | 0      | 1      | 0      | 0        | 0        | —    | —    | 23   | 2    |
| 薩爾斯堡 | 2012-13  | 奥超             | 26   | 16   | 3      | 3      | —      | —      | —        | —        | —    | —    | 29   | 19   |
| 薩爾斯堡 | 2013-14  | 奥超             | 33   | 13   | 4      | 5      | —      | —      | 13       | 5        | —    | —    | 50   | 23   |
| 薩爾斯堡 | 2014-15  | 奥超             | 4    | 2    | 1      | 1      | —      | —      | 3        | 0        | —    | —    | 8    | 3    |
| 总计     | 总计     | 总计             | 63   | 31   | 8      | 9      | 0      | 0      | 16       | 5        | —    | —    | 87   | 45   |
| 修咸頓   | 2014-15  | 英超             | 30   | 10   | 0      | 0      | 2      | 0      | —        | —        | —    | —    | 32   | 10   |
| 修咸頓   | 2015-16  | 英超             | 37   | 11   | 1      | 0      | 2      | 3      | 3        | 1        | —    | —    | 43   | 15   |
| 总计     | 总计     | 总计             | 67   | 21   | 1      | 0      | 4      | 3      | 3        | 1        | —    | —    | 75   | 25   |
| 利物浦   | 2016-17  | 英超             | 27   | 13   | 0      | 0      | 2      | 0      | —        | —        | —    | —    | 29   | 13   |
| 利物浦   | 2017-18  | 英超             | 29   | 10   | 2      | 0      | 0      | 0      | 13       | 10       | —    | —    | 44   | 20   |
| 利物浦   | 2018-19  | 英超             | 36   | 22   | 0      | 0      | 1      | 0      | 13       | 4        | —    | —    | 50   | 26   |
| 利物浦   | 2019-20  | 英超             | 35   | 18   | 1      | 0      | 0      | 0      | 8        | 2        | 3    | 2    | 47   | 22   |
| 利物浦   | 2020-21  | 英超             | 35   | 11   | 2      | 2      | 0      | 0      | 10       | 3        | 1    | 0    | 48   | 16   |
| 利物浦   | 2021-22  | 英超             | 34   | 16   | 3      | 2      | 1      | 0      | 13       | 5        | —    | —    | 51   | 23   |
| 總計     | 總計     | 總計             | 196  | 90   | 8      | 4      | 4      | 0      | 57       | 24       | 4    | 2    | 269  | 120  |
| 生涯總計 | 生涯總計 | 生涯總計         | 348  | 144  | 17     | 13     | 9      | 3      | 76       | 30       | 4    | 2    | 454  | 192  |

1. ↑  在歐冠中出場2次,並在歐洲聯賽中出場11次且攻進5球
2. 1 2 3 4 5 6  在歐冠賽事出場
3. ↑  在歐洲聯賽中的出場
4. ↑  歐洲超級盃及國際足總俱樂部世界盃各出賽兩次
5. ↑  在英格蘭社區盾上出賽

### 國家隊
最後更新：2022年11月9日
| 國家隊   | 年分 | 出賽 | 進球 |
| -------- | ---- | ---- | ---- |
| 塞內加爾 | 2012 | 6    | 2    |
| 塞內加爾 | 2013 | 8    | 1    |
| 塞內加爾 | 2014 | 9    | 3    |
| 塞內加爾 | 2015 | 9    | 3    |
| 塞內加爾 | 2016 | 7    | 1    |
| 塞內加爾 | 2017 | 10   | 4    |
| 塞內加爾 | 2018 | 9    | 1    |
| 塞內加爾 | 2019 | 11   | 4    |
| 塞內加爾 | 2020 | 2    | 2    |
| 塞內加爾 | 2021 | 9    | 5    |
| 塞內加爾 | 2022 | 13   | 8    |
| 總計     | 總計 | 93   | 34   |

### 國家隊進球
| #  | 日期           | 場館                                                                             | 場次 | 對手       | 比分  | 賽果  | 賽事                                      |
| -- | -------------- | -------------------------------------------------------------------------------- | ---- | ---------- | ----- | ----- | ----------------------------------------- |
| 1  | 2012年6月2日   | 塞内加尔，達喀爾 · 利奧波德·塞達爾·桑戈爾體育場（Stade Léopold Sédar Senghor）   | 2    | 利比里亚   | 3 – 1 | 3 – 1 | 2014年國際足總世界盃外圍賽 – 非洲區第二圈 |
| 2  | 2012年11月14日 | 尼日尔，尼阿美 · 賽尼·孔切將軍體育場（Stade Général Seyni Kountché）             | 6    | 尼日尔     | 1 – 1 | 1 – 1 | 友誼賽                                    |
| 3  | 2013年9月7日   | 摩洛哥，馬拉喀什 · 馬拉喀什體育場（Stade de Marrakech）                          | 12   | 乌干达     | 1 – 0 | 1 – 0 | 2014年國際足總世界盃外圍賽 – 非洲區第二圈 |
| 4  | 2014年3月5日   | 法國，聖勒拉福雷 · 聖勒拉福雷市政體育場（Stade Général Seyni Kountché）          | 15   |            | 1 – 0 | 1 – 1 | 友誼賽                                    |
| 5  | 2014年9月5日   | 塞内加尔，達卡 · 利奧波德·塞達爾·桑戈爾體育場（Stade Léopold Sédar Senghor）     | 18   | 埃及       | 2 – 0 | 2 – 0 | 2015年非洲國家盃會外賽                    |
| 6  | 2014年9月10日  | ，嘉柏隆里 · 波札那國家體育場（Botswana National Stadium）                       | 19   |            | 1 – 0 | 2 – 0 | 2015年非洲國家盃會外賽                    |
| 7  | 2015年6月13日  | 塞内加尔，達喀爾 · 利奧波德·塞達爾·桑戈爾體育場（Stade Léopold Sédar Senghor）   | 27   |            | 3 – 1 | 3 – 1 | 2017年非洲國家盃會外賽                    |
| 8  | 2015年9月5日   | 纳米比亚，溫荷克 · 山姆努喬馬體育場（Sam Nujoma Stadium）                        | 28   | 纳米比亚   | 2 – 0 | 2 – 0 | 2017年非洲國家盃會外賽                    |
| 9  | 2015年11月13日 | 马达加斯加，安塔那那利佛 · 馬哈馬西納市政體育場（Mahamasina Municipal Stadium）  | 31   | 马达加斯加 | 2 – 2 | 2 – 2 | 2018年國際足協世界盃外圍賽 – 非洲區第二圈 |
| 10 | 2016年6月4日   | ，布松布拉 · 路易·魯瓦加索爾王子體育場（Prince Louis Rwagasore Stadium）         | 36   |            | 1 – 0 | 2 – 0 | 2017年非洲國家盃會外賽                    |
| 11 | 2017年1月15日  | 加彭，弗朗斯维爾 · 弗朗斯维爾體育場（Stade de Franceville）                      | 41   | 突尼西亞   | 1 – 0 | 2 – 0 | 2017年非洲國家盃小組賽                    |
| 12 | 2017年1月19日  | 加彭，弗朗斯维爾 · 弗朗斯维爾體育場（Stade de Franceville）                      | 42   | 辛巴威     | 1 – 0 | 2 – 0 | 2017年非洲國家盃小組賽                    |
| 13 | 2017年3月27日  | 法國，巴黎 · 塞巴斯蒂安·夏洛蒂體育場（Stade Sébastien Charléty）                 | 45   |            | 1 – 0 | 2 – 0 | 友誼賽                                    |
| 14 | 2017年9月5日   | 布吉納法索，瓦加杜古 · 8月4日體育場（Stade du 4 Août）                           | 47   | 布吉納法索 | 2 – 2 | 2 – 2 | 2018年國際足總世界盃外圍賽 – 非洲區第三圈 |
| 15 | 2018年6月24日  | 俄羅斯，葉卡捷琳堡 · 葉卡捷琳堡中央體育場（Central Stadium）                     | 54   | 日本       | 1 – 0 | 2 – 2 | 2018年國際足總世界盃小組賽                |
| 16 | 2019年3月26日  | 塞内加尔，達喀爾 · 利奧波德·塞達爾·桑戈爾體育場（Stade Léopold Sédar Senghor）   | 60   |            | 1 – 1 | 2 – 1 | 友誼賽                                    |
| 17 | 2019年7月1日   | 埃及，開羅 · 6月30日體育場（30 June Stadium）                                    | 62   |            | 2 – 0 | 3 – 0 | 2019年非洲國家盃小組賽                    |
| 18 | 2019年7月1日   | 埃及，開羅 · 6月30日體育場（30 June Stadium）                                    | 62   | 3 – 0      |       | 3 – 0 | 2019年非洲國家盃小組賽                    |
| 19 | 2019年7月5日   | 埃及，開羅 · 開羅國際體育場（Cairo International Stadium）                       | 63   | 乌干达     | 1 – 0 | 1 – 0 | 2019年非洲國家盃十六強賽                  |
| 20 | 2020年11月11日 | 塞内加尔，捷斯 · 拉迪奧體育場（Stade Lat-Dior）                                  | 70   |            | 1 – 0 | 2 – 0 | 2021年非洲國家盃會外賽                    |
| 21 | 2020年11月15日 | ，比紹 · 9月24日體育場（Estádio 24 de Setembro）                                 | 71   |            | 1 – 0 | 1 – 0 | 2021年非洲國家盃會外賽                    |
| 22 | 2021年6月5日   | 塞内加尔，捷斯 · 拉迪奧體育場（Stade Lat-Dior）                                  | 74   | 尚比亞     | 1 – 0 | 3 – 1 | 友誼賽                                    |
| 23 | 2021年6月8日   | 塞内加尔，捷斯 · 拉迪奧體育場（Stade Lat-Dior）                                  | 75   |            | 2 – 0 | 2 – 0 | 友誼賽                                    |
| 24 | 2021年9月1日   | 塞内加尔，捷斯 · 拉迪奧體育場（Stade Lat-Dior）                                  | 76   | 多哥       | 1 – 0 | 2 – 0 | 2022年國際足總世界盃外圍賽 – 非洲區第二圈 |
| 25 | 2021年9月7日   | 刚果共和国，布拉薩市 · 阿方斯·馬桑巴-辯論體育場（Stade Alphonse Massamba-Débat） | 77   | 刚果共和国 | 3 – 1 | 3 – 1 | 2022年國際足總世界盃外圍賽 – 非洲區第二圈 |
| 26 | 2021年10月9日  | 塞内加尔，捷斯 · 拉迪奧體育場（Stade Lat-Dior）                                  | 78   | 纳米比亚   | 3 – 0 | 4 – 1 | 2022年國際足總世界盃外圍賽 – 非洲區第二圈 |
| 27 | 2022年1月10日  | 喀麦隆，巴富薩姆 · 考厄空體育場（Kouekong Stadium）                              | 81   | 辛巴威     | 1 – 0 | 1 – 0 | 2021年非洲國家盃小組賽                    |
| 28 | 2022年1月25日  | 喀麦隆，巴富薩姆 · 考厄空體育場（Kouekong Stadium）                              | 84   |            | 1 – 0 | 2 – 0 | 2021年非洲國家盃十六強賽                  |
| 29 | 2022年2月2日   | 喀麦隆，雅溫德 · 阿赫馬杜·阿希喬體育場（Ahmadou Ahidjo Stadium）                 | 86   | 布吉納法索 | 3 – 1 | 3 – 1 | 2021年非洲國家盃四強賽                    |
| 30 | 2022年6月4日   | 塞内加尔，達喀爾 · 迪安尼究奧林匹克體育場（Diamniadio Olympic Stadium）          | 90   |            | 1 – 0 | 3 – 1 | 2023年非洲國家盃外圍賽                    |
| 31 | 2022年6月4日   | 塞内加尔，達喀爾 · 迪安尼究奧林匹克體育場（Diamniadio Olympic Stadium）          | 90   | 2 – 0      |       | 3 – 1 | 2023年非洲國家盃外圍賽                    |
| 32 | 2022年6月4日   | 塞内加尔，達喀爾 · 迪安尼究奧林匹克體育場（Diamniadio Olympic Stadium）          | 90   | 3 – 0      |       | 3 – 1 | 2023年非洲國家盃外圍賽                    |
| 33 | 2022年6月7日   | 塞内加尔，達喀爾 · 迪安尼究奧林匹克體育場（Diamniadio Olympic Stadium）          | 91   | 卢旺达     | 1 – 0 | 1 – 0 | 2023年非洲國家盃外圍賽                    |
| 34 | 2022年9月24日  | 法國，奧爾良 · 河源球場（Stade de la Source）                                    | 92   | 玻利维亚   | 2 – 0 | 2 – 0 | 友誼賽                                    |

## 榮譽

### 球會
薩爾斯堡紅牛
- 奧地利足球超級聯賽冠軍：2013–14
- 奧地利盃冠軍：2013–14

 利物浦
- 英格兰足球超级联赛冠軍：2019–20
- 歐洲冠軍聯賽冠軍：2018–19
- 歐洲超級盃冠軍：2019
- 国际足联俱乐部世界杯冠军：2019[32]
- 英格蘭聯賽盃冠軍：2021–22
- 英格蘭足總盃冠軍：2021–22

 拜仁慕尼黑
- 德國足球甲級聯賽冠軍：2022–23
- 德国超级杯冠軍：2022[33]

 艾納斯
- 阿拉伯球會冠軍盃冠軍：2023[34]

### 國家隊
塞內加爾
- 非洲國家盃冠軍：2021[35]

### 個人獎項
- CAF年度最佳陣容 : 2015、2016、2018、2019
- PFA英超年度最佳陣容：2016-17、2018-19、2019-20
- 英超金靴獎：2018-19
- 英超單月最佳球員：2017年8月，2019年3月，2019年11月
- 利物浦球迷票選賽季最佳球員：2016-17
- 歐冠年度最佳陣容：2018-19
- 歐足聯年度最佳陣容：2019
- 金球獎 (11人雜誌)：2018-19
- 非洲足球先生：2019[36]2022[37]
- 非洲國家盃最佳球員獎：2021
- 非洲國家盃最佳陣容：2019、2021
- 入選IFFHS男子世界隊（英语：IFFHS Men's World Team）：2019
- 入選歐洲體育媒體年度隊（英语：ESM Team of the Year）：2018-19
- PFA球迷票選年度最佳球員（英语：PFA Fans' Player of the Year）：2019-20
- 入選IFFHS非洲年度最佳陣容（英语：IFFHS CAF Men Team of The Year）：2020
- 入選IFFHS非洲十年最佳陣容（英语：IFFHS CAF Men's Team of the Decade）：2011-2020
- IFFHS年度最佳非洲男子球員（英语：IFFHS Best CAF Men's Player of the Year）：2020

## 外部連結
- Soccerway資料庫：萨迪奥·马内